# Kristopher Schau

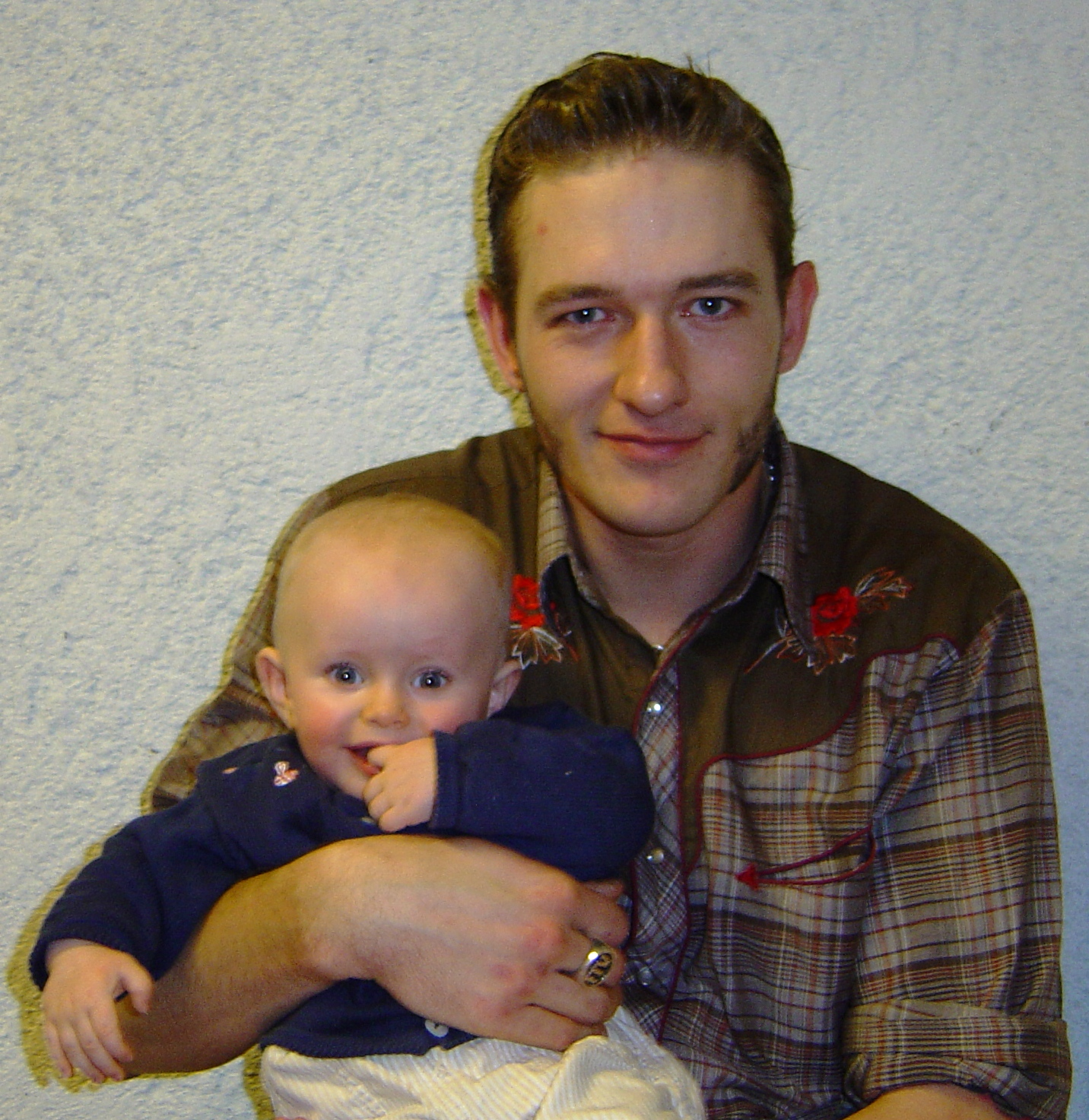
Kristopher Schau

Kristopher Hugh Martin Schau (ur. 12 sierpnia 1970 w Oslo w Norwegii) – norweski muzyk, konferansjer, showman i satyryk. Najbardziej znany z programów radiowych XL i Karate z NRK P3, Et Norge I Krig oraz Kvegpels a także serii telewizyjnej Team Antonsen, Oppgang B, XLTV i TvTv.
Udzielał się w wielu zespołach muzycznych, takich jak Gartnerlosjen, Hurra Torpedo, Kåper Gjete, Sinsen, Reidar Roses Orkester, Datsun i The Cumshots.
Silnie związany z branżą muzyczną, filmową i telewizyjną.

## Kontrowersje
- 24 stycznia 2004 roku podczas jednego z epizodów Team Antonsen pokazując swojego penisa próbował się dowiedzieć czy pies jest w stanie odróżnić kiełbasę od męskiego organu – nie jest. Akt ten wywołał ogromną burzę medialną.

## Życie publiczne

### Radio
- 1992 – Kvegpels (Radio Nova)
- 1995 – 2003 Karate (NRK P3)
- 1996 – 1999 XL (NRK P3)
- 1996 – 1998 Hybel (NRK P3)
- 1997 Herreavdelingen (NRK P3)
- 1998 En mann, en bil, en uke (NRK P3)
- 1999 – 2000 Holger Nielsens metode (NRK P3)
- 2000 D.m.m. Skipper og skute (NRK P3)
- 2001 Forfall (NRK P3)
- 2002 Anmelder tegneserier (Radiofront)
- 2004 Jeg hater polakker (Kanal 24)
- 2004 Kris leser dikt (Kanal 24)
- 2004 Et Norge i krig (NRK P3)

### TV
- 1991 U (U- natt)
- 1998 Oppgang B
- 1998 – 1999 XLTV
- 1998 – 2004 Først & sist (4 epizody)
- 1999 TvTv
- 2001 Forfall (eksperyment badawczy)
- 2001 Min drømmeserie (Åpen post)
- 2002 Topaz
- 2003 SMS – sju magiske sirkler jako Jimmy
- 2003 Uti vår hage
- 2004 Team Antonsen
- 2006 Senkveld med Thomas og Harald (1 epizod)

### Film
- 2000 Et kongerike for en lama dubbing jako Kronk
- 2006 Slipp Jimmy fri (Free Jimmy) dubbing jako Marius

### Książki
- 2001 Tendenser
- 2002 – 2003 Margarin komiks (scenariusz)
- 2006 Et Norge i krig
- 2007 Jeg hater svensker

### Podcast
- 2015 Jeg hater krisemøte

## Zespoły muzyczne
- Gartnerlosjen (wokal 1987 – )
- Glansen (wokal 1990 – 1990)
- Lille Pepre Benklærs Campingbag (wokal 1990 – 1991)
- Diverse Artister (wokal 1990 – 1991)
- Penis Inferno (1990 – )
- Den erotiske picnic (1991 – 1991)
- Kåper Gjete (wokal, gitara, trąbka 1991 – 1993)
- Hurra Torpedo (1991 – )
- Kvegpels (1992 – )
- Torpedo Juchheirassa! (1993 – 1993)
- Käufer Gäte (1993 – 1993)
- Iron Metal Hat (wokal 1993 – 1994)
- Reidar Roses Orkester som Ragnar Rose (wokal 1995 – )
- Norge (teksty 1996 – 1996)
- Norwegian Fart Compilation (1996 – 1996)
- Majorstu (1996 – 1996)
- Klima (1996 – 1996)
- Sinsen (1996 – 2000)
- Datsun jako Max Cargo (wokal 1996 – )
- Caliban Allstars (wokal 2000 – 2000)
- The Cumshots jako Max Cargo (wokal 2000 – )
- Max Cargo (2004 – 2004)
- Sturmabteilung Synth (wokal, syntezator 2005 – )

Brał także udział w projektach:
- Økern Fiskebar
- Ulsrud VGS
- Spiseklubben Stappa
- Duplex performancetrupp
- Duplex forlag